# 上海科学技术大学
上海科学技术大学，简称上科大、上海科大、上海科技大学，是曾经存在的一所高等院校。由中科院上海分院与上海市“共建”，是一所理工结合，文理渗透，理工为主，文科为辅的多科性大学，已于1994年参与合组上海大学。

## 校史

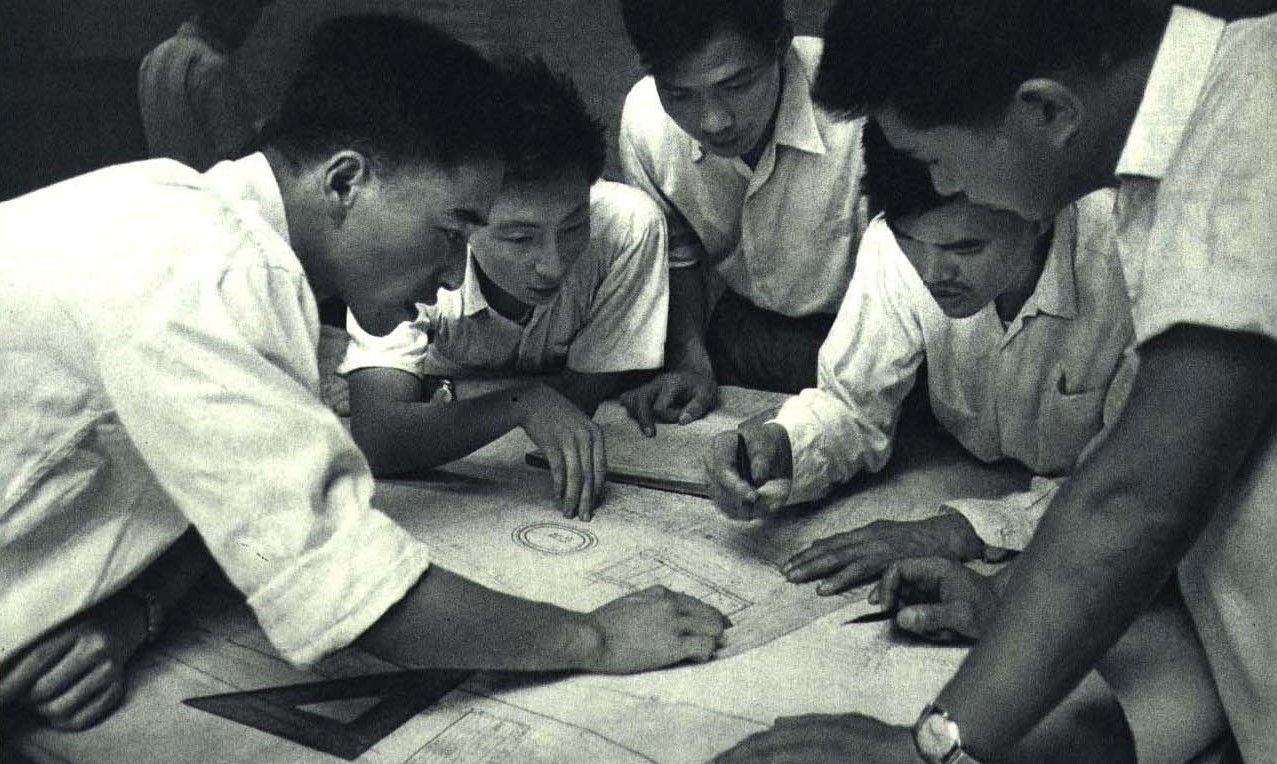
1965年的上海科学技术大学

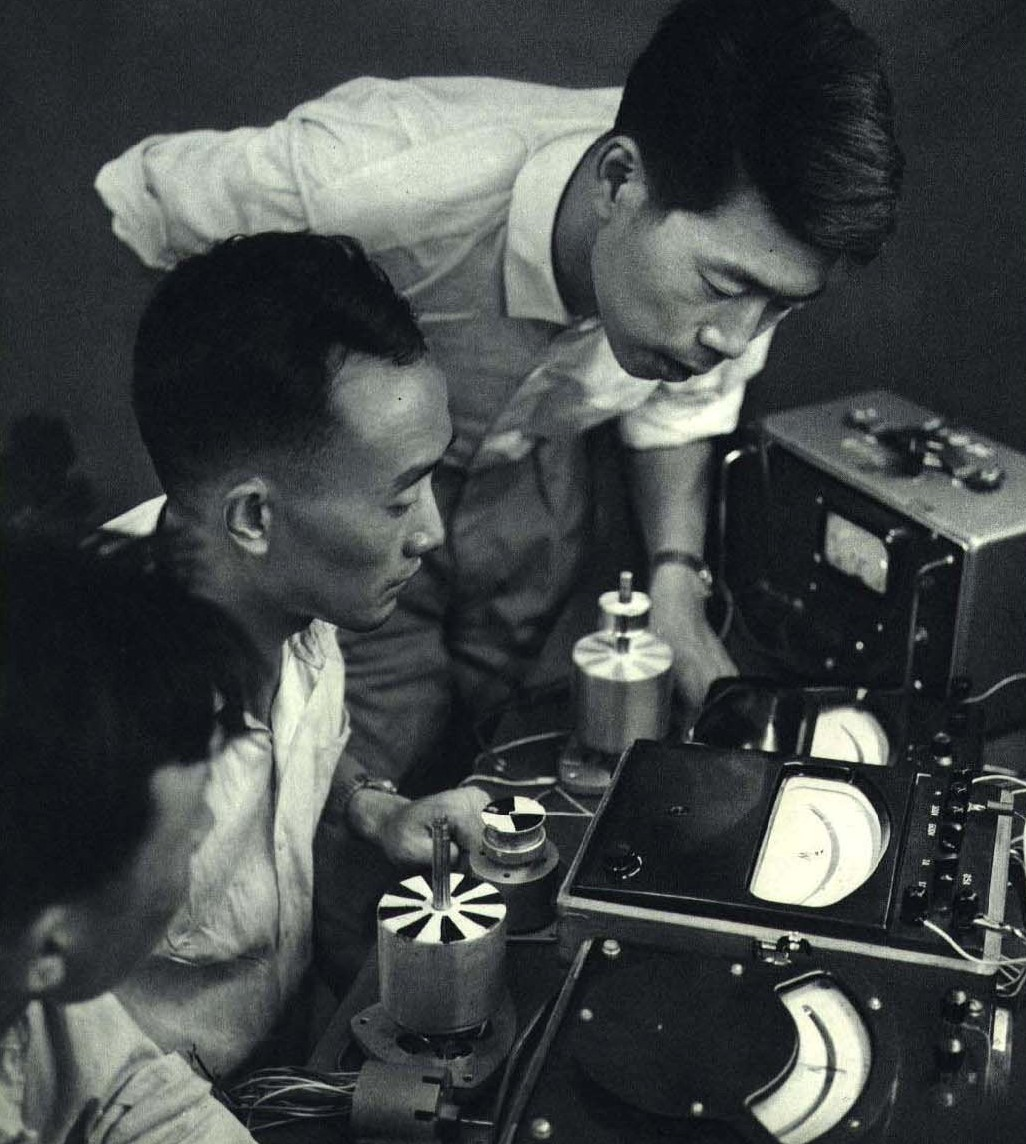
1965年的上海科学技术大学

- 1958年5月19日，聂荣臻与上海市领导商谈创建上海科学技术大学。
- 1958年9月，以中国科学技术大学上海分校的名义招收首批488名新生。
- 1959年，定名为上海科学技术大学，由中科院院长郭沫若题写校名。
- 1958年9月14日，上海科学技术大学在欧阳路临时校址挂牌成立。
- 1960年9月，学校迁入嘉定南门。
- 1994年，合并组建新上海大学，原校址成为上海大学嘉定校区[1]。

## 校友
- 謝宇 社會學者
- 周仁（1892～1973）：中国冶金学家，陶瓷学家，中国科学院院士。上海科学技术大学首任校长。
- 陈騊声（1899～1992）：工业微生物学家，是中国近代工业微生物学的奠基人和开拓者。1982年调到上海科学技术大学，创立了生物工程系，任系主任。
- 邹元爔（1915～1987）：中国科学院院士，第三届全国人大代表，第五、六届全国政协委员。1958年参与创办上海科学技术大学冶金系，兼任校务委员会委员、系主任、教授。
- 严东生：中国无机材料研究领域的奠基人，中国科学院院士、中国工程院院士、美国纽约科学院院士、第三世界科学院院士、国际陶瓷科学院院士。1978～1983年任中国科学院上海分院副院长、上海科学技术大学副校长。上海科学技术大学名誉校长。
- 黄宏嘉：中国电子学家，微波专家，光纤专家，中国科学院院士。在上海科技大学创建了微波科学研究实验室，上海科学技术大学副校长、名誉校长。
- 周慕尧：原上海市副市长，上海市人大常委会副主任，党组副书记，1965年毕业于上海科学技术大学理化系核物理专业
- 郭本瑜：计算数学家，1965年毕业于上海科学技术大学数学系，上海科学技术大学常务副校长
- 王生洪：原复旦大学校长，1965年毕业于上海科学技术大学工程力学系精密机械专业，上海科学技术大学常务副校长
- 杨雄里：中国科学院院士，1963年毕业于上海科学技术大学生物系
- 林国强：中国科学院院士，1964年毕业于上海科学技术大学化学系
- 孙晋良：中国工程院院士，1968年毕业于上海科学技术大学化学系有机化学专业
- 鲍家善：低温物理学专家。原上海科学技术大学物理系教授，名誉系主任，校学术委员会主任
- 王林鹤：劳动模范。1965年毕业于上海科学技术大学电机系。后历任上海沪光科学仪器厂工程师、副厂长，上海市总工会主席、市经委副总工程师、市发明协会副会长。是中共第十一届中央委员、第十二届中央候补委员，第四届全国人大代表。
- 吴明红：上海大学副校长、研究生院院长。国家杰出青年基金、长江学者特聘教授、教育部创新团队负责人、俄罗斯自然科学院外籍院士、俄罗斯工程院外籍院士。1989 年毕业于上海科技大学化学系， 1992 年获有机化学硕士学位， 1999 年获中国科学院原子核研究所无机化学博士学位。